# Moye
Moye é uma comuna francesa na região administrativa de Auvérnia-Ródano-Alpes, no departamento da Alta Saboia. Estende-se por uma área de 23.8 km². Em 2010 a comuna tinha 1 038 habitantes (densidade: 43,6 hab./km²).